# Canon EF (kamera)
Canon EF var Canons första spegelreflexkamera med fattning för objektiv ur Canon FD-serien och med inbyggd bländarautomatik. Kameran visades för första gången på mässan PhotoKino i Köln 1972, och började säljas i slutet av 1973. 
EF var på sin tid revolutionerande i och med att det var Canons första kamera med ljusmätning med kiselceller och elektromekanisk slutare, vilket tillät slutartider från 1/1000 sekund till hela 30 sekunder.